# 郑钢淼
郑钢淼（1963年5月—），男，汉族，陕西澄城人，中华人民共和国政治人物。西北政法学院法律专业毕业，大学学历。现任上海市人大常委会副主任、党组副书记。

## 生平
1984年7月加入中国共产党。1984年8月，从西北政法学院毕业后，郑钢淼进入中共中央纪委工作，历任研究干部、研究室副主任干事、主任干事、研究室调研处副处长等职。其间，1993年3月至1994年4月挂职任中共江苏省江宁县委副书记。1994年11月，调动至中共中央台办交流局工作，此后历任交流局一处副处长、交流局二处调研员。1996年4月至1997年6月，任中国化工进出口总公司战略研究室干部。1997年6月，调任中共中央统战部，历任五局二处干部（正处级）、五局综合处处长（正处级）、六局副局长（副厅级）等职。
2004年2月至2005年12月，郑钢淼挂职任中共攀枝花市委常委、市政府副市长、党组成员。
2005年12月起，郑钢淼返回中共中央统战部工作，历任中央统战部机关服务中心主任、中央统战部三局常务副局长、局长。其间兼任中央统战部台湾会馆董事长、台湾会馆主任、中华海外联谊会副秘书长、秘书长等职。
2015年9月，郑钢淼升任中央社会主义学院副院长、党组副书记，同时仍兼任中华海外联谊会秘书长，且明确享受副部级待遇。
2018年6月，中共中央批准郑钢淼任中共上海市委委员、常委；中共上海市委决定，郑钢淼任市委统战部部长。
2020年4月，郑钢淼兼任上海市政协党组副书记。
2022年1月，当选为上海市人大常委会副主任。